# Dolenja vas pri Polici
Dolenja vas pri Polici este o localitate din comuna Grosuplje, Slovenia, cu o populație de 69 de locuitori.